# Bhagawatpur
Bhagawatpur (en népalais : भगवतपुर) est un comité de développement villageois du Népal situé dans le district de Saptari. Au recensement de 2011, il comptait 5 022 habitants.